# Велеса (посёлок)
Велеса — посёлок в Западнодвинском районе Тверской области России, административный центр Западнодвинского сельского поселения.
Расположен на правом берегу реки Велесы примерно в 4 километрах к северо-востоку от районного центра, города Западной Двины. В посёлке шесть улиц и два переулка.
По состоянию на 1997 год в посёлке имелось 80 хозяйств и проживало 196 человек. В Велесе находилось Коробковское лесничество, отделение связи, начальная школа, библиотека, медпункт, магазин. До 2005 год посёлок являлся административным центром ныне упразднённого Хотинского сельского округа. В 2005 году вошёл в состав Западнодвинского сельского поселения. С 2010 года является его центром.

## Население
| 1997 | 2002 | 2010 |
| ---- | ---- | ---- |
| 196  | ↘159 | ↘129 |